# 30th Anniversary Concert "The Ballad House"
『30th Anniversary Concert "The Ballad House"』（サーティース・アニバーサリー・コンサート "ザ・バラード・ハウス"）は安全地帯の通算8作目のライブ・ビデオ。2012年12月12日にSALTMODERATEから発売された。

## 解説
ライブ・ビデオとしては2010年の『安全地帯 “完全復活” コンサートツアー2010 Special at 日本武道館 〜Start & Hits〜「またね…。」』より、約2年ぶりとなる。
安全地帯のデビュー30周年を記念して行われたツアーのうち、東京国際フォーラムにて行われた公演の様子が収められ、バンドとして最多となる32曲を披露。DVD2枚に分けられて収録された。

## 収録曲

### Disc.1
Filmed at Tokyo International Forum C on September 6,2012
1. 結界
2. We're alive
3. 銀色のピストル
4. 好きさ
5. プラトニック>DANCE
6. マスカレ―ド
7. 月に濡れたふたり
8. 燃えつきるまで
9. 夢になれ
10. 情熱
11. どーだい
12. STEP!
13. 夕暮れ(Inst)
14. 君がいないから
15. 雨
16. あなたに
17. FRIEND
18. ほゝえみ
19. オレンジ
20. 清く正しく美しく
21. ひとりぼっちのエール
22. じれったい
23. プルシアンブルーの肖像
24. 真夜中すぎの恋
25. 熱視線
26. 恋の予感
27. 碧い瞳のエリス
28. ワインレッドの心
29. 悲しみにさよなら

### Disc.2
ENCORE
1. I Love Youからはじめよう
2. 夏の終りのハーモニー
3. 夢のつづき

特典映像：Behind the Scene